# Вейл Парк
Вейл Парк (англ. Vale Park) — футбольний стадіон у місті Сток-он-Тренті, Англія. З 1950 року є домашньою ареною клубу «Порт Вейл».
Місткість стадіону протягом його існування то зростала, то зменшувалася. Її пік припав на 49 768 глядачів, яким вдалося втиснутися на Вейл Парк у п'ятому раунді Кубка Англії 1960 року проти «Астон Вілли», що стало клубним рекордом. У зв'язку з безпековими обмеженнями зараз він вміщує 15 036 осіб (19 052 без обмежень). Місткість знизилася після того, як у 1990-х роках стадіон був повністю реконструйований, щоб зробити всі місця облаштованими для сидіння.

## Огляд
Розташований на висоті 525 футів над рівнем моря, це одинадцятий найвищий стадіон у країні та другий серед стадіонів Англійської футбольної ліги. Також, під травою поля лежить глина, а не пісок. Ці два фактори роблять поле вразливим до низьких температур. Це надзвичайно сухе поле, що часто ускладнює футбольні передачі. Також під полем є вугільний пласт, і в навколишній місцевості були розкидані численні шахтні стовбури, у тому числі багато під парком навпроти стадіону.
Поле Вейл Парку є одним із найширших у Футбольній лізі. Воно спочатку було закладене поверх засипаної мергельної ями і не має структурованого підґрунтя, тому схильне до затоплення через відсутність належного дренажу. Щоб вирішити цю проблему, має бути здійснена повна заміна поля (у 2014 році цю роботу клубові було оцінено в 450 000 фунтів стерлінгів). З 1966 по 1975 роки головним утримувачем поля був Деніс Доусон; він змінив Лена Партона, а за ним прийшов Грем Мейнварінг. У 1992—2022 роках головним утримувачем був Стів Спід.

## Історія

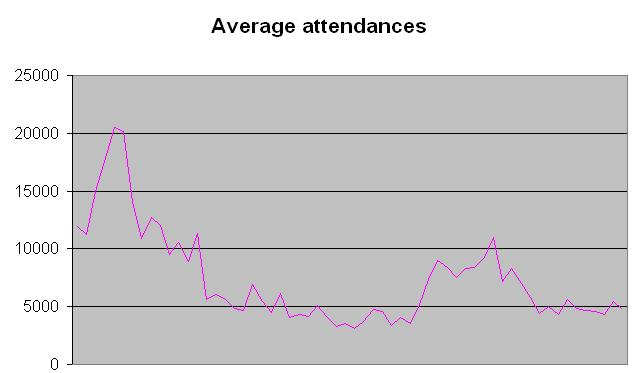
Середня відвідуваність, 1950–2010 роки

Після того, як клуб був поінформований про те, що міська рада Стока-он-Тренті виселить їх з їх старого стадіону, Олд Рекреейшн Граунда, почали готуватися плани щодо нового стадіону в новому районі. У 1944 році було обрано Гаміл-роуд — а саме ділянку колишнього глиняного кар’єру, яка розташовується навпроти Берслем Парку, де клуб грав у футбол у перші роки свого існування. Проєкт став відомим як Вемблі Півночі через запланований розмір стадіону , плани якого передбачали місткість 80 000 осіб з місцями для 1 000 припаркованих автомобілів. Амбіції керівництва клубу не стримувалися статусом клубу третьої ліги або ж відсутністю коштів. Довічні місця продавалися за 100 фунтів стерлінгів (ціна квитка приблизно на 200 матчів), але їх купили менше 100 уболівальників.  Поле, яке також коштувало 100 фунтів стерлінгів, було найдорожчим, коли-небудь закладеним у країні на той час.
Стадіон був відкритий у 1950 році, зрештою коштував 50 тисяч фунтів стерлінгів і міг похвалитися місткістю в 40 000 (360 з них місць для сидіння). Початкова арена складалася лише з двох трибун, Залізничної трибуни та головної трибуни на Лорн-стріт, з боковими трибунами-терасами на сторонах Байкарс Енд і Гаміл Енд. Байкарс Енд раніше був трибуною Свон Пассадж (англ. Swan Passage) зі старого Олд Рекреейшн Граунда, яку розібрали, перемістили через місто та відновили як нову, оскільки кошти на повністю нову трибуну закінчилися. Першим матчем стала перемога з рахунком 1:0 над «Ньюпорт Каунті» 24 серпня 1950 року перед 30 196 мокрими під дощем глядачами. Волтер Авеярд отримав честь першим забити гол на арені. Цього ж дня вперше було оголошено назву стадіону — Вейл Парк.
Вейл Парку спершу мав проблеми з дренажем, через що було відкладено багато ігор сезону 1950—51 років. Проблема була остаточно вирішена влітку 1960 року, коли були встановлені нові дренажі, щоб допомогти полегшити зимові грязьові калюжі.
Влітку 1951 року на Залізничній терасі було встановлено 578 сидінь, що збільшило місткість для сидіння до 1010. У 1954 році була збудована Залізнична трибуна, і місткість поступово зросла до 50 000 до кінця десятиліття. 24 вересня 1958 року Вейл Парк побачив свій перший матч під новими прожекторами за 17 000 фунтів, коли клуб переміг «Вест-Бромвіч Альбіон» з рахунком 5:3.
Влітку 1973 року клуб спорудив сталевий паркан заввишки 2,5 фути навколо Байкарс Енду, щоб боротися з хуліганством. Рідкісна подія сталася 17 січня 1976 року, коли директори «Порт Вейл» дозволили супернику «Стоку» зіграти домашню гру проти «Мідлсбро» на Вейл Парку. Це сталося через те, що сильний буревій значно пошкодив стадіон Вікторія Граунд, водночас буревій також завдав шкоди Вейл Парку на суму 2 000 фунтів стерлінгів, але пошкодження на полі «Стока» були набагато серйознішими. 21 009 глядачів побачили перемогу «Стока» з рахунком 1:0.
Влітку 1985 року нові правила безпеки зменшили місткість стадіону до 16 800, а пізніше ще до 16 300. Влітку 1988 року Вейл Парк отримав 40 000 фунтів стерлінгів на ремонт прожекторів, а на Гаміл Енді було встановлено електронне табло вартістю 20 000 £. Також у «Ньюкасл Юнайтед» було придбано три VIP-бокси, а приміщення були відкриті для місцевої громади. Наступного року стадіон було модернізовано на суму 250 000 фунтів, хоча клуб удвічі зменшив витрати завдяки грантам. У листопаді 1989 року було встановлено трибуну для людей з інвалідністю вартістю 100 000 фунтів — першу спеціально збудовану трибуну такого типу в країні. Незважаючи на ці зусилля, інспектори закрили Байкарс Енд через проблеми з безпекою та зменшили місткість стадіону до 12 000 після скорочення місткості Залізничної трибуни на дві третини.
Влітку 1990 року в Залізничному падоку було встановлено 3 750 жовтих та білих сидінь, ще 1 121 сидіння було додано до верхнього ярусу Байкарс Енд. Дах Байкарс Енду було знято з міркувань безпеки, а також між Залізничним падоком і Гаміл Ендом була збудована поліцейська будка. Пізніше цей падок перед Залізничною трибуною був перетворений на зону виключно для сидячих місць. Цеалишило як зону для стояння лише сторону, що звернена до Лорн-стріт. Вболівальники «Вейл» востаннє стояли на Лорн-стріт наприкінці сезону 1997—98 років, оскільки цю трибуну було знесено перед початком робіт над новою спорудою вартістю 3 мільйони фунтів. Ці роботи ще досі не закінчені через брак фінансів і зміну власника клубу. Незважаючи на те, що будівельні роботи залишалися незавершеними, робота, проведена на стадіоні під керівництвом Білла Белла з 1985 року, значно покращила арену — про що свідчить той факт, що в туалетах Залізничного падоку колись розміщували овець, яким вночі дозволяли пастися на полі стадіону; туалети були сумнозвісні свєю негігієнічністю, і їх замінили за головування Білла Бретта в 2006 році.
У Статуті «Відважних» 2001 року зазначено, що правління Бретта інвестує 400 000 фунтів у встановлення підігріву під полем у середині 2002 року, а також у швидке завершення трибуни на Лорн-стріт. Однак встановлення сидінь затягнулося до 2020 року. У 2012 році голова «Порт Вейлу» Норман Смертвейт відокремив Вейл Парк від клубу після виведення «Порт Вейлу» з-під управління. У березні 2019 року за кошти спонсора футболок клубу були встановлені нові високотехнологічні прожектори. Право власності на стадіон було повернуто клубові після того, як у травні 2019 року Смертвейт продав клуб Керолу та Кевіну Шанаханам. Через п'ять місяців міська рада Сток-он-Трента оголосила його «активом зі статусом громадського значення». До літа 2021 року Шанахани витратили 500 000 фунтів стерлінгів на благоустрій території. Наступного літа було витрачено ще 1,2 мільйона фунтів, щоб зробити Вейл Парк відповідним стандартам звичайного стадіону Чемпіоншипу.

## Структура та приміщення

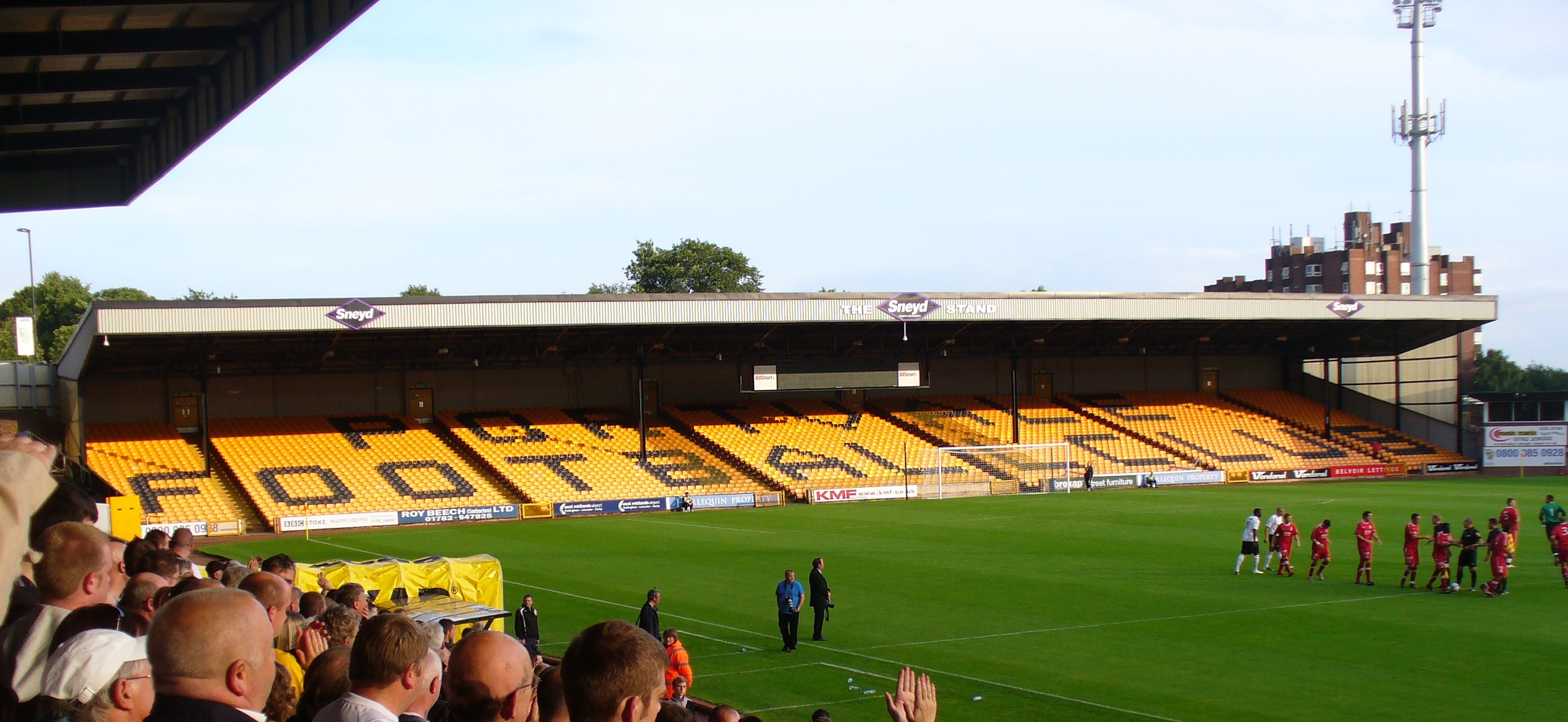
Виїзна трибуна

Нинішній стадіон вміщує 15 036 уболівальників і має чотири трибуни: трибуна на Лорн-стріт навпроти Залізничного падока, та Байкарс Енд навпроти Гаміл Роуд Енду. Трибуна на Лорн-стріт є відносно новою та після завершення вміщуватиме 5 000 місць (2 500 до завершення), вона також має 48 VIP-лож. На момент відкриття вона не був завершена, однак у квітні 2020 року на трибуні Лорн-стріт було встановлено 1500 крісел. На момент будівництва стадіону передбачалося, що вона стане найбільшою трибуною. Вона містить головний вхід на стадіон, роздягальні, клубні офіси та бізнес-центр. Виїзна трибуна вміщує 4 500 глядачів. На ній також розміщується електронне табло.

## Інші події
1 серпня 1981 року на Вейл Парку відбувся одноразовий рок-концерт Heavy Metal Holocaust за участю Motörhead, Ozzy Osbourne Band, Mahogany Rush, Triumph, Riot і Vardis. Його відвідали близько 20 000 осіб, зібравши 25 000 фунтів для клубу. Сепед присутніх також був Ларс Ульріх — за кілька місяців до того, як став співзасновником Metallica.
У 1985 році команда з американського футболу «Сток Спітфайрз» використовувала поле для своїх матчів. Стадіон приймав три гри збірної Англії до 18 років. Першою була перемога над Швейцарією з рахунком 7:2 у листопаді 1992 року (з хет-триком Роббі Фаулера); другою була нічия 1:1 з Румунією у вересні 1993 року; і третьою була нульова нічия з Норвегією в червні 2005 року. Тут також 7 квітня 2017 року відбувся міжнародний жіночий матч, коли Англія грала проти Італії.

## Рекорди
Матч п'ятого раунду Кубка Англії проти «Астон Вілли» в 1960 році відвідали 49 768 глядачів, що становить клубний рекорд. Інші історичні матчі включають перемоги над двома діючими володарями Кубка Англії в цьому змаганні: «Блекпул» Стенлі Метьюза був подоланий з рахунком 2:0 у лютому 1954 року, а потім через 42 роки володар «Евертон» був вибитий з рахунком 2:1. Найбільша перемога в офіційному матчі була здобута в грудні 1958 року, коли «Гейтсхед» був розбитий з рахунком 8:0.

## Галерея

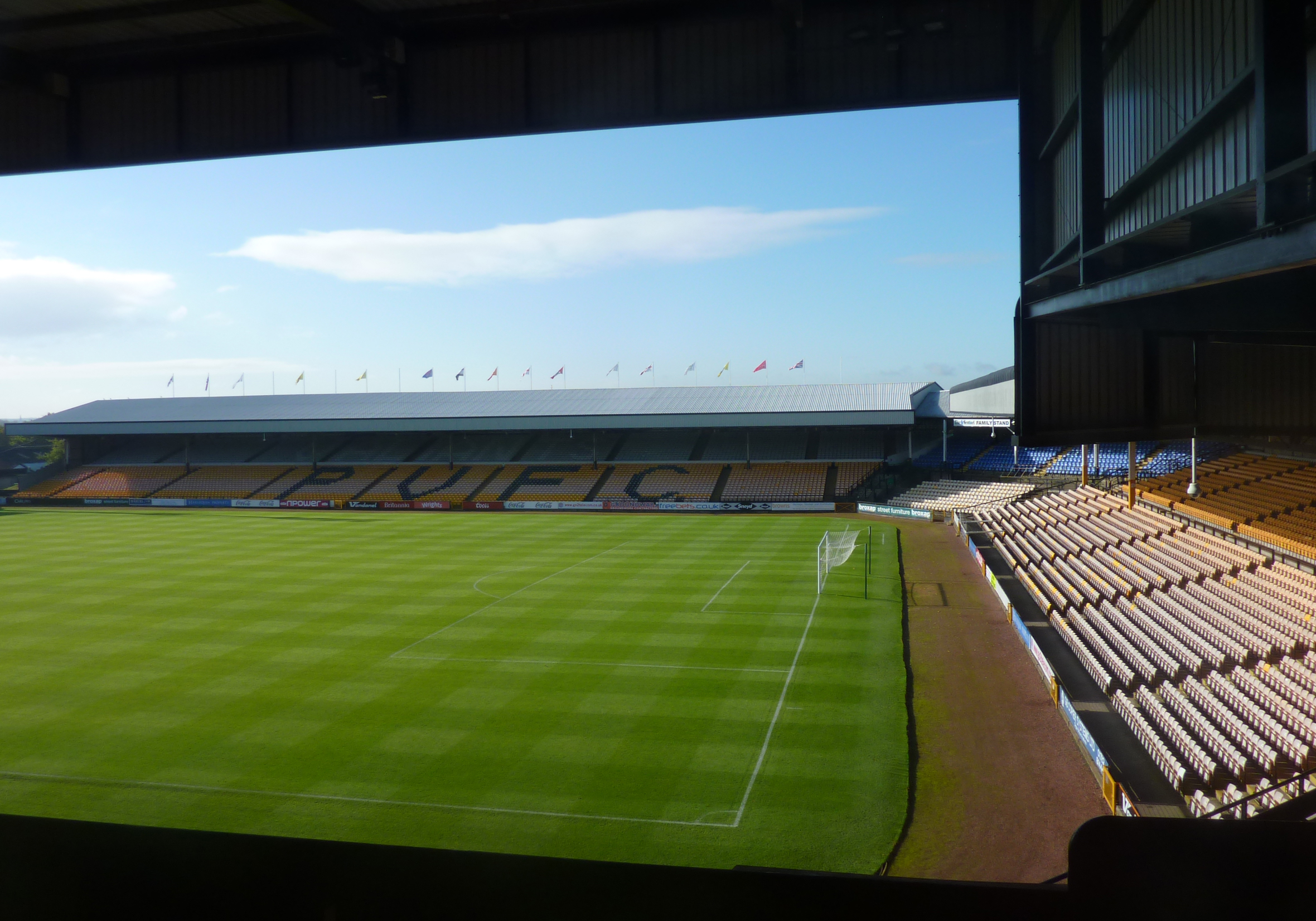
Загальний вигляд, 2010 рік
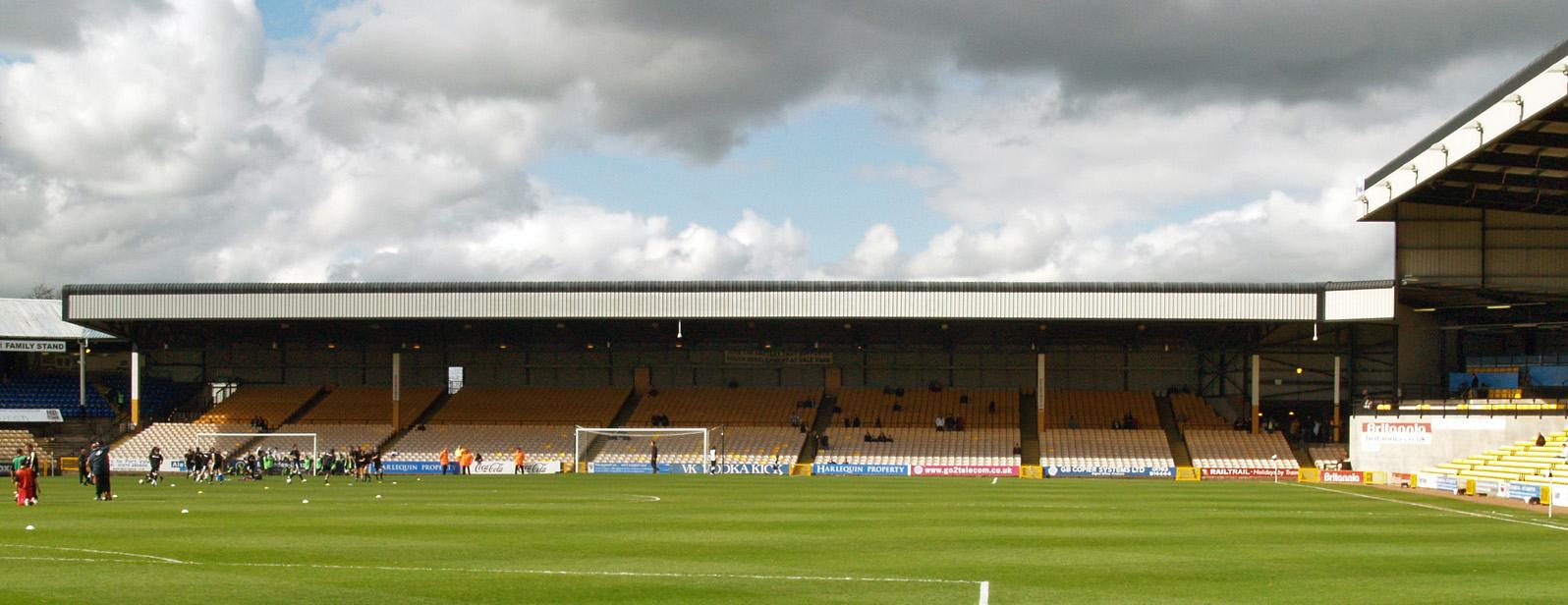
Трибуна Байкарс Енд
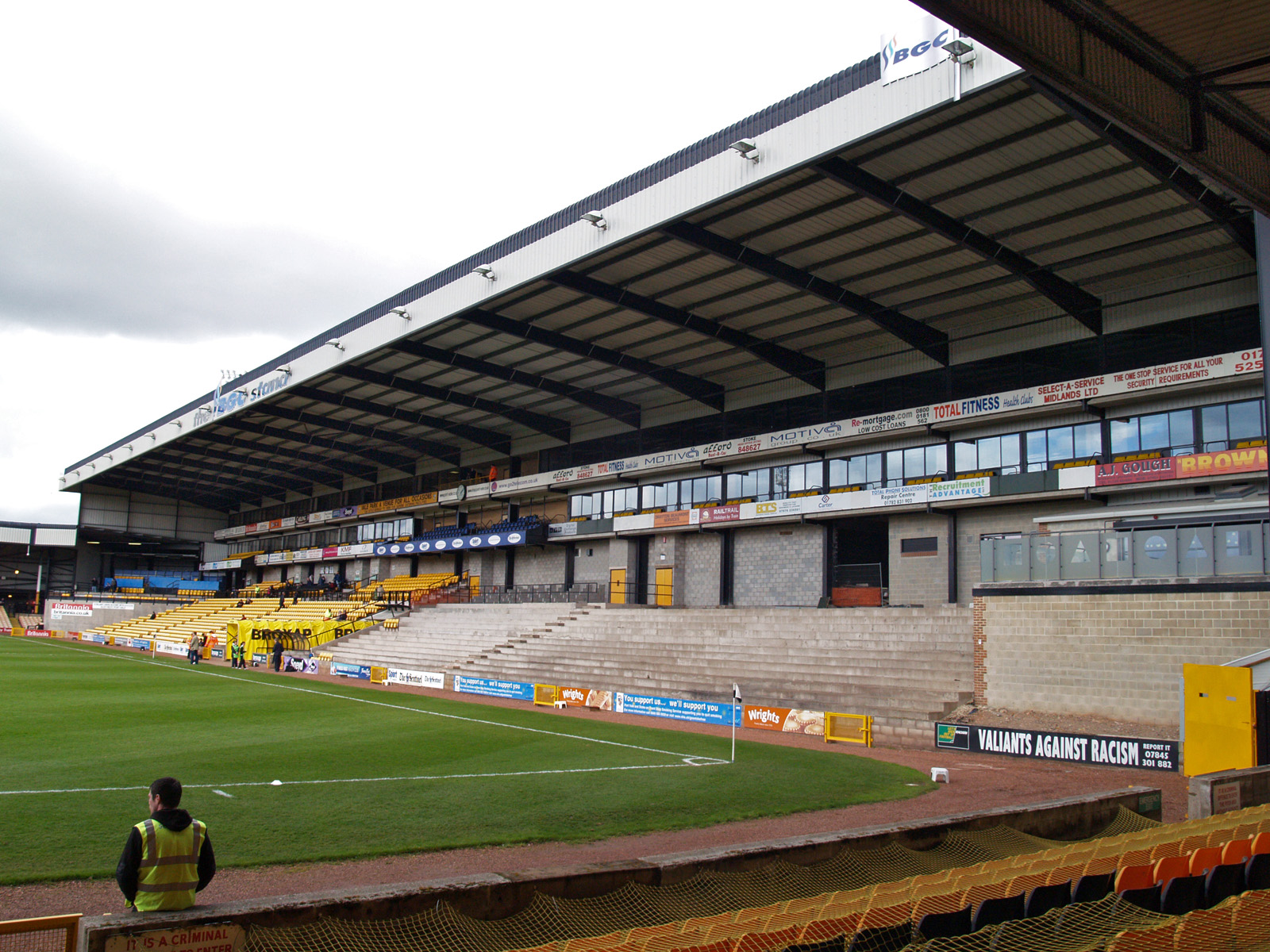
Трибуна на Лорн-стріт
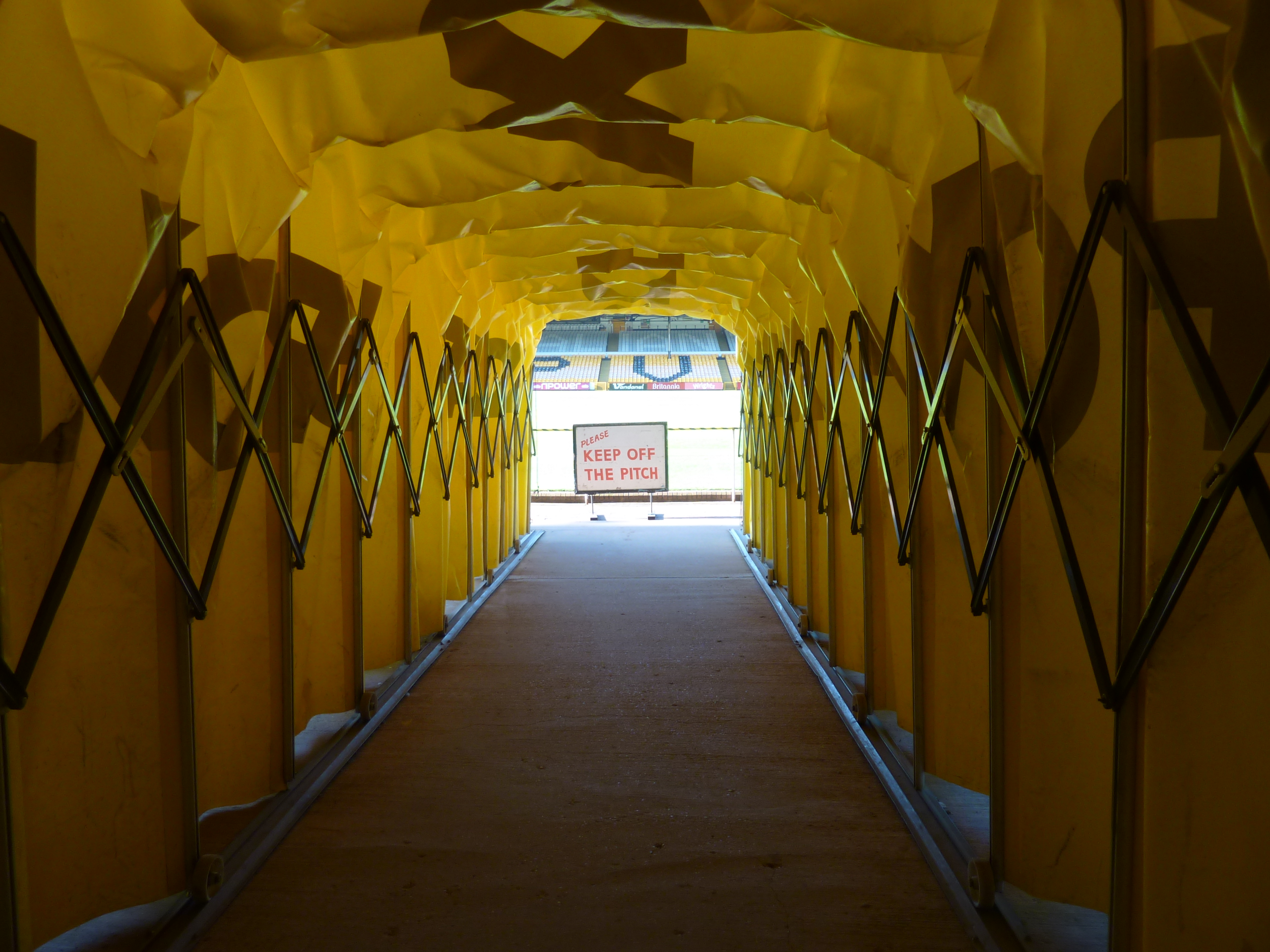
Тунель для виходу на поле
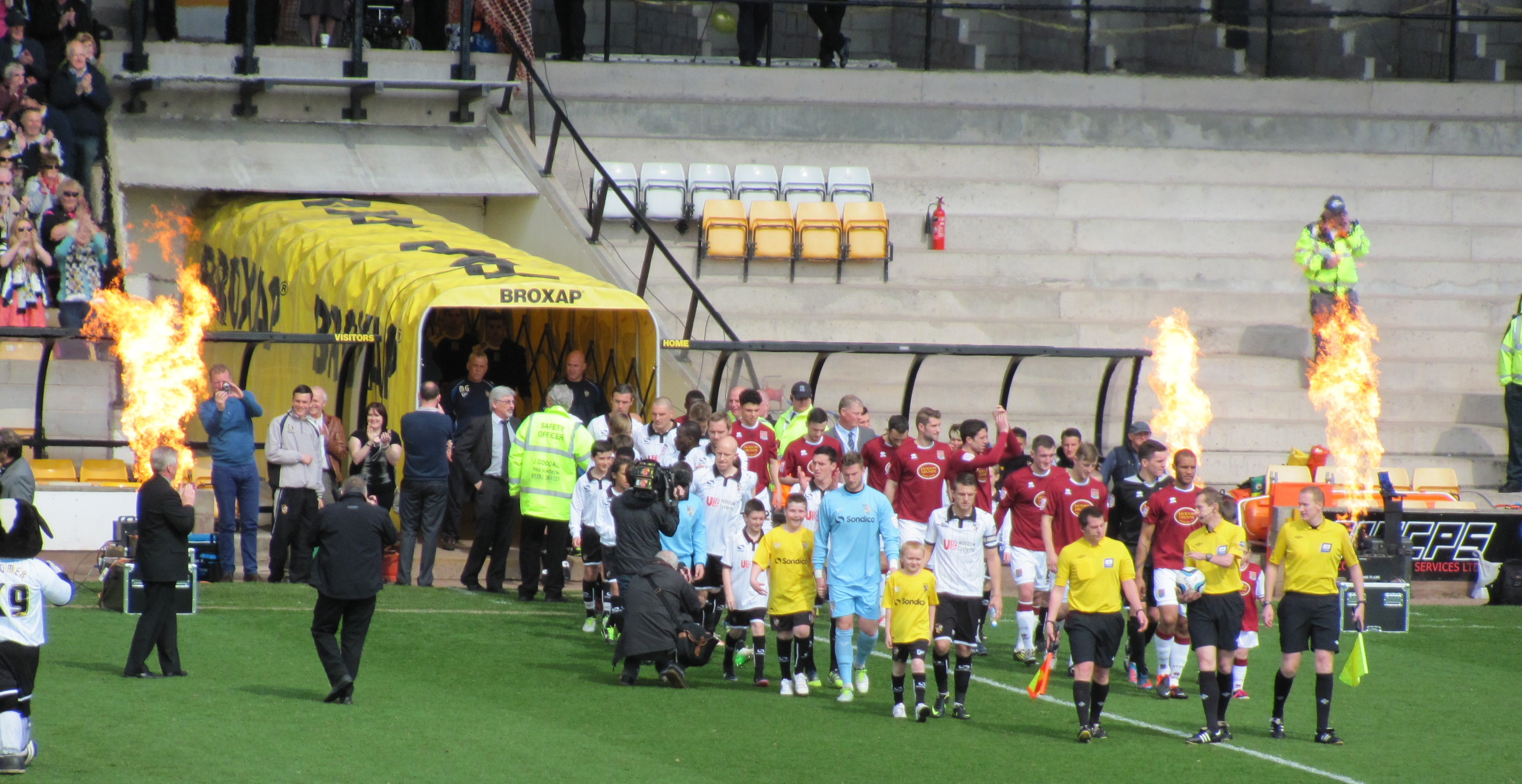
Вихід команд на поле, сезон 2012—13
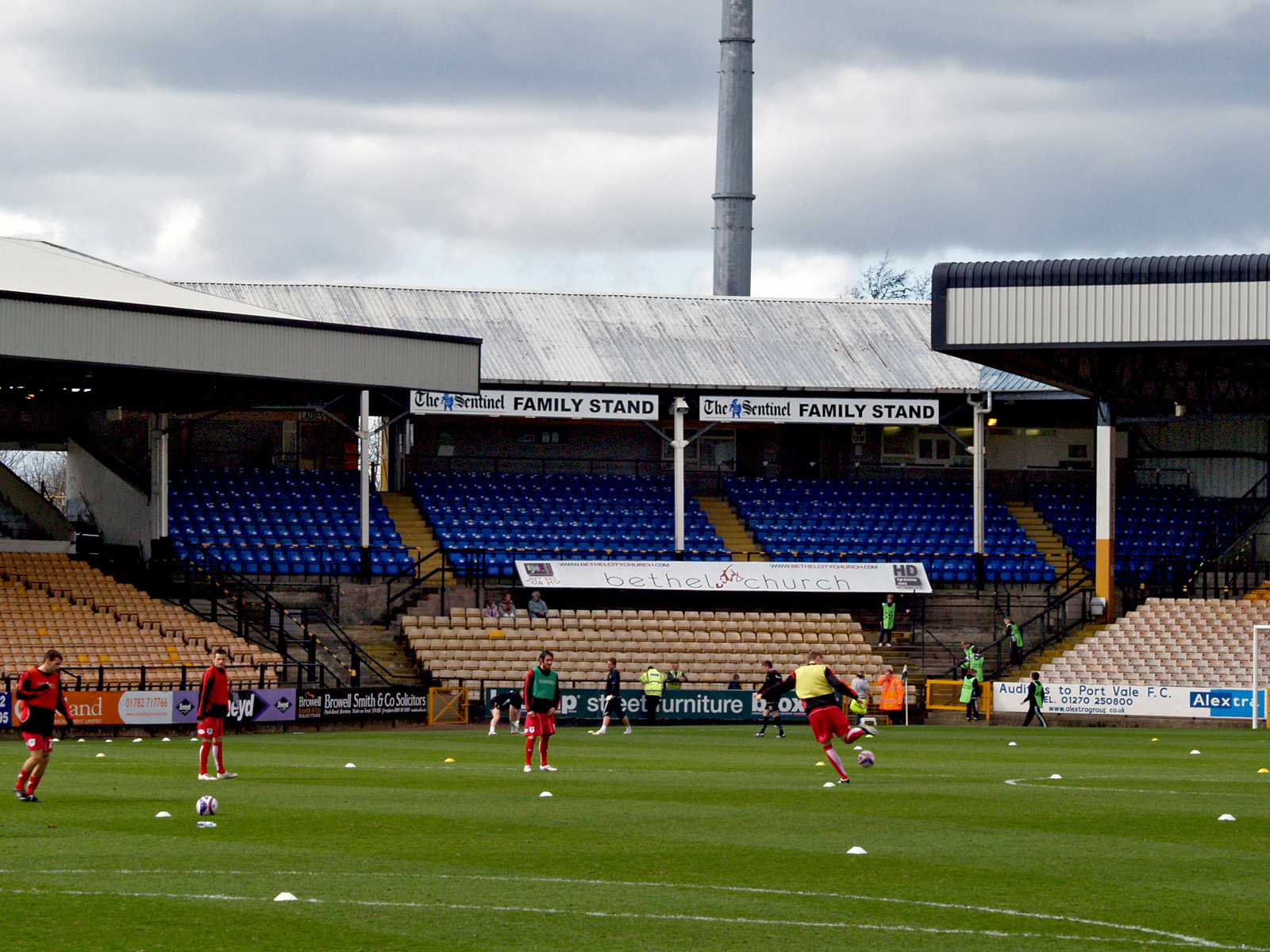
Сімейна трибуна